# تماسيح متخفية
التماسيح المتخفية (الاسم العلمي:†Lanthanosuchidae) هي فصيلة من نظيرات الزواحف تتبع هلوسيات القحف من رتبة أشباه البركلوفونات. عاشت أجناس هذه الفصيلة قبل 268-255 مليون سنة. تم تسمية الفصيلة في عام 1946 من قبل إيفان نطونوفيتش إفريموف.

## الأجناس
- †التمساح المتخفي